# 1995〜地下鉄サリン事件30年 救命現場の声〜
『1995〜地下鉄サリン事件30年 救命現場の声〜』（いちきゅうきゅうご ちかてつサリンじけんさんじゅうねん きゅうめいげんばのこえ）は、2025年3月21日にフジテレビ系で放送されたテレビドラマ。主演はテレビドラマ初主演となる津田健次郎。

## 概要
本作品は、地下鉄サリン事件を題材に、実際のメディア資料を交えて制作された疑似ドキュメンタリー形式を取ったドラマ。事件発生から30年間の独自取材に基づいて、実在の人物をモデルとした救命救急センター長・剣木達彦の視点で事件の裏側を描く。
題材となった事件は、1995年3月20日、東京都内を運行する地下鉄車両内にて、猛毒の神経ガス・サリンを用いた無差別テロ事件である。オウム真理教によって計画・実行されたこの事件は、死者14人・重軽傷者6,300人を超える被害となり、一般市民に対して化学兵器が利用された初の事件として、世界に衝撃を与えた。
本放送時の平均視聴人数は522万人を超え、放送後2週間はTVerにて配信されると、配信最終日には、お気に入り件数が7万を超えた（同年4月4日時点）。

## あらすじ
1995年3月20日の朝、近隣の築地駅で爆発事故が発生し、墨東病院救命救急センターのセンター長・剣木達彦に被害者の緊急受け入れ要請がされる。
この日の朝、営団地下鉄日比谷線で北千住駅発車の車両に乗り込んだ1人の乗客が走行中に新聞紙の包みを床に落とし、ビニール傘の石突きで何度も突いており、包みから液体が漏れ出ていたが、当初は誰も気にしていなかった。しかし、やがて乗客たちは不快臭を感じ始めて、次々に気分の悪化を訴える。
築地駅に緊急停車した運転士・園田直紀は、ホームで苦悶する乗客らの様子から異変を知り、困惑しながらも救助活動を行うが、車両内には、泡を吹いて動かない者、起立姿勢で手すりを掴んだまま硬直した者らがいる。駅構外の地上では、要請のあった築地駅へ急行する剣木の部下らも、患者が一様に目や喉の違和感を訴え、瞳孔の縮瞳が起こっているという深刻な状況を知る。
営団地下鉄司令所では、広尾駅からの報告を皮切りに、各駅で同様の異変が確認される。日比谷線のみならず、丸ノ内線・千代田線からも相次ぐ非常連絡に、司令長の命令が巡った全駅は、「ゲリラ事故発生 営業停止」の貼り紙と共にシャッターが下ろされた。警視庁からもレスキュー隊が要請される。救急救命センターの面々は、液体の爆発、患者の容体や血液検査などから、神経ガス中毒症状と考えていたが、原因物資が判明するまでは対症療法しか行えず、警視庁の発表を待つしかない状況であった。
一方、丸ノ内線中野坂上駅も築地駅と同様の状況で、次々と倒れ込んだ駅員らは搬出され、東京消防庁化学機動中隊の突入で新聞紙の包みが回収された。この包みの1つも警視庁科学捜査研究所の服藤恵三の元に持ち込まれ、事件発覚から1時間以上経過しての解析作業後、医療現場への告知の遅れが危ぶまれる中、消防での検査結果からは、アセトニトリルの検出が報告される。
しかし、報道番組に注目する卸売業者・スズケン城東支店の社員らは、被害者の症状ならば、有機リン中毒の解毒薬・PAMが効くのではないかと判断し、本社も総出で収集し始める。救命救急センターでも、剣木は重症患者を優先に有機リン中毒の解毒薬・PAMの投与を決断し、症状の緩和を確認したが、PAMは通常は農薬の中毒症状で使用されるもので、都心では通常は必要がないため、在庫の確保がされていない。
科学警察研究所の検出結果は、有機リン系であり「戦争で使われる化学兵器」のサリンが検出され、警視庁捜査1課長を通じた報道も始まる。スズケンの社員らの判断は結果的に的確なものであったため、住友製薬のMRも日本各地の在庫確保に尽力し、やがて被害者を抱える各医療機関にPAMが届く。
多くの患者の症状が改善した一方で、中野坂上駅駅員をはじめとして、救いきれなかった乗客乗員らの命もある。この事件から2か月後、計画・実行したオウム真理教の麻原彰晃は逮捕され、2018年7月には、教団幹部ら13名とともに死刑執行されている。現在では、各所でのテロ対策が成されるものの、被害者らは未だ後遺症に苦しむ中、「あの日から30年、地下鉄サリン事件は今も終わっていない」。

## キャスト

### 救急センター
剣木達彦（つるぎ たつひこ）
演 - 津田健次郎
墨東病院救命救急センターのセンター長。実在の人物をモデルとする。
事件発生前、深夜の急患対応に追われる。事件後の第一報により、患者全員の受け入れを即決した。
星野奈緒（ほしの なお）
演 - 桜井日奈子
墨東病院救命救急センターの看護師。
同僚・田島とともに築地駅に行き、被害状況を確認している間に乗客の川嶋と出会う。
田島浩一郎（たじま こういちろう）
演 - 結木滉星
救命救急センターの医師。

### 地下鉄の乗員・乗客
園田直紀（そのだ なおき）
演 - 泉澤祐希
営団地下鉄の運転士。実在の人物をモデルとする。
事件当時、営団地下鉄日比谷線の車両を運転する。乗客・川嶋とともに倒れ込んだ乗客らの介抱を行う際に刺激臭から、シンナーのような薬品と疑い、爆発事故として指令所へ報告する。
地下ホーム内が落ち着いた頃には、やがて自身の視界も奪われていった。事件後に病床で意識を取り戻す。
川嶋かおり（かわしま かおり）
演 - 石川恋
運転士・園田が運転する車両の乗客。
事件に巻き込まれた当初は自覚症状がなく、運転士・園田とともに倒れ込む乗客を介抱する。他の乗客の足取りが覚束ない様子に、ホームから地上への脱出を助けた。
地上で救急隊員の初期対応が行われる中、被害状況確認に訪れた看護師・星野の前で倒れ込み、墨東病院へ運び込まれる。
川原則夫（かわはら のりお）
演 - 竹財輝之助
営団地下鉄指令所の指令員。
日比谷線を担当。運転士・園田からの連絡を受ける。他の駅でも多数の被害報告が届くことに戸惑った。
高山正志（たかやま まさし）
演 - 飯田基祐
営団地下鉄の指令所の運輸指令長。
川原ら指令員が受けた報告から、随時、指令を下していく。

### その他
武田信幸（たけだ のぶゆき）
演 - 山崎樹範
東京消防庁新宿署西新宿化学機動中隊の小隊長。
中野坂上駅に突入すると、清掃中に倒れた駅員らの救助後、新聞紙の包みを回収する。地上で救急隊員らまでも倒れ込むと、自身の装着する酸素ボンベを譲る。
服藤恵三（はらふじ けいぞう）
演 - 味方良介
警視庁科学捜査研究所の研究員。
新聞紙の包みの1つを受け取り、解析作業を進める。自ら屋上で新聞紙の包みを開封する。

## スタッフ
- 脚本 - 国井桂
- 企画・プロデュース - 山﨑貴博（フジテレビ）[2]
- 演出 - 都築淳一[2]
- 取材統括 - 勝又隆幸（フジテレビ報道局）
- 取材 - 松岡紳顕、中川眞理子、小溝茜里、松崎遥
- 参考文献 - 服藤恵三「警視庁科学捜査官 難事件に科学で挑んだ男の極秘ファイル」（文藝春秋）
- 医療指導 - 堀エリカ
- レスキュー指導 - 養田和裕
- 構成協力 - あだち昌也、佐藤優介
- VFX・タイトルバック - 豊直康・久村英徹（日本映像クリエイティブ）
- 編成 - 安永英樹（フジテレビ）、森政貴（フジテレビ）[2]
- ドラマプロデューサー - 高丸雅隆（共同テレビ）[2]
- チーフプロデューサー - 山下高志（フジテレビ）[2]
- 制作協力 - 共同テレビ[2]
- 制作著作 - フジテレビ[2]